# آنيكا نيديرويسير
آنيكا نيديرويسير (بالإيطالية: Anika Niederwieser) مواليد 28 فبراير 1992 في إيطاليا، هي لاعبة كرة يد إيطالية تلعب كظهير أيسر. مثلت منتخب إيطاليا لكرة اليد للسيدات. فازت بالميدالية البرونزية في بطولة كرة اليد الشاطئية الأوروبية في سنة 2011 وسنة 2015.

## روابط خارجية
- آنيكا نيديرويسير على موقع الاتحاد الأوروبي لكرة اليد (الإنجليزية)